# Шпак
Шпак (Sturnus) — палеарктичний рід співочих птахів родини шпакових (Sturnidae). 

## Види
У різні періоди до роду шпаків відносили до десятка видів птахів середнього розміру, що мало відрізняються один від одного як за забарвленням, так і за способом життя.
Сьогодні дослідники схиляються до думки, що рід включає лише 2 види:
- Шпак звичайний (Sturnus vulgaris)
- Шпак піренейський (Sturnus unicolor)